# Wieża telewizyjna w Chersoniu
Wieża telewizyjna w Chersoniu (ukr. Херсонська телевежа) – wieża telewizyjna zbudowana w Chersoniu w latach 1991–1994. Wysokość wieży wynosiła 200 metrów, co czyniło z niej najwyższy obiekt w obwodzie chersońskim. W związku z oddaniem do użytku nowej wieży w 2005 roku, została ona częściowo rozebrana. W czasie wycofywania się rosyjskich sił okupacyjnych z Chersonia 10 listopada 2022 roku wieża została wysadzona.

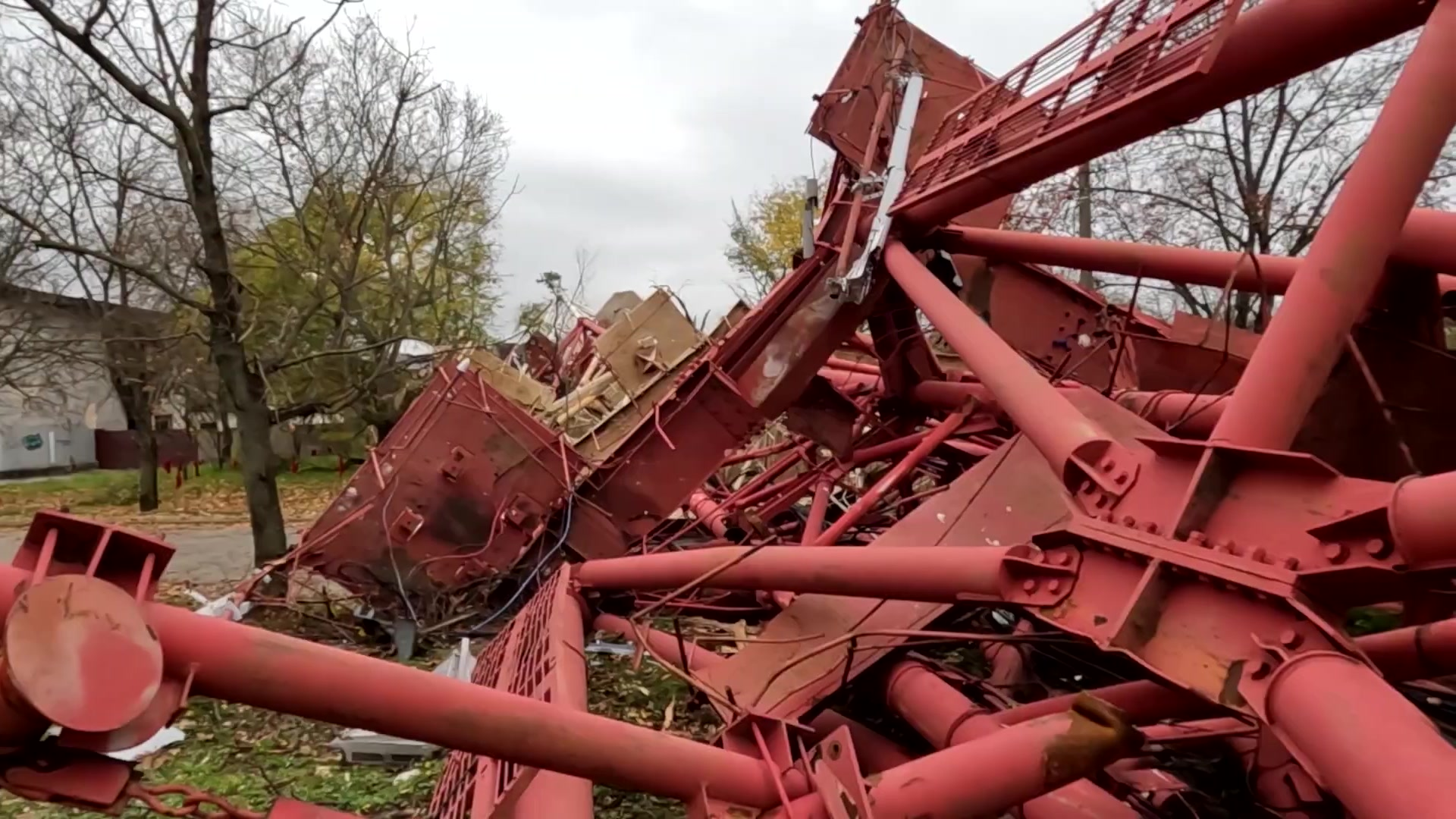
Pozostałości wieży, 27 listopada 2022 roku

Od 1957 roku w pobliżu miejsca powstania późniejszej wieży znajdował się maszt telewizyjny o wysokości 147 metrów. Budowę wieży rozpoczęto w 1991 roku, a ukończono w 1994 roku.
Wieczorem 3 marca 2022 roku, podczas bitwy o Chersoń w trakcie rosyjskiej inwazji na Ukrainę, wojska rosyjskie zajęły wieżę telewizyjną. Władze okupacyjne wstrzymały emisję ukraińskich kanałów telewizyjnych. 22 marca rozpoczęły emisję rosyjskie kanały telewizyjne.
27 kwietnia miał miejsce atak na Chersoń, w wyniku którego uderzono w wieżę telewizyjną. Według strony ukraińskiej doszło do czasowego przerwania transmisji rosyjskich kanałów telewizyjnych.
10 listopada 2022 roku wieża wraz z ośrodkiem telewizyjnym została wysadzona przez wojska rosyjskie podczas wycofywania się z Chersonia.